# Cúp Algarve 2002
Cúp Algarve 2002 (tiếng Anh: Algarve Cup 2002), giải bóng đá giao hữu thường niên diễn ra tại Algarve, Bồ Đào Nha từ 1 đến 7 tháng 3 năm 2002. Trung Quốc là đội tuyển vô địch của giải.

## Thể thức
Tại vòng bảng, 12 đội được chia làm ba bảng. Bảng A và B gồm các đội cạnh tranh chức vô địch. Vòng phân hạng gồm sáu trận đấu: trận tranh hạng nhất giữa các đội đầu bảng, tranh hạng ba giữa các đội nhì bảng, tranh hạng năm giữa các đội thứ ba; đội nhất bảng C gặp đội cuối bảng có thành tích tốt hơn trong hai bảng A và B để tranh hạng bảy; đội nhì bảng C gặp đội cuối bảng còn lại để tranh hạng 9; đội hạng ba và tư bảng C gặp nhau tranh hạng 11.
- Giờ thi đấu là WET (UTC±0).

## Vòng bảng

### Bảng A
| Đội        | Tr | T | H | B | BT | BB | HS | Đ |
| ---------- | -- | - | - | - | -- | -- | -- | - |
| Trung Quốc | 3  | 3 | 0 | 0 | 9  | 3  | +6 | 9 |
| Đức        | 3  | 2 | 0 | 1 | 7  | 4  | +3 | 6 |
| Đan Mạch   | 3  | 1 | 0 | 2 | 2  | 4  | −2 | 3 |
| Phần Lan   | 3  | 0 | 0 | 3 | 1  | 8  | −7 | 0 |

| Đan Mạch | 0–3 | Đức                                     |
| -------- | --- | --------------------------------------- |
|          |     | 34' Hingst · 51' Wimbersky · 57' Müller |

| Trung Quốc                                        | 4–1 | Phần Lan     |
| ------------------------------------------------- | --- | ------------ |
| Nhậm Lệ Bình 35', 70' · Bạch Cát 40' · Phổ Vĩ 56' |     | 76' Mustonen |

| Phần Lan | 0–2 | Đan Mạch               |
| -------- | --- | ---------------------- |
|          |     | 62' Bonde · 74' Jensen |

| Đức                        | 2–4 | Trung Quốc                          |
| -------------------------- | --- | ----------------------------------- |
| Stegemann 17' · Lingor 50' |     | 30', 62' Phổ Vĩ · 31', 79' Bạch Cát |

| Đan Mạch | 0–1 | Trung Quốc |
| -------- | --- | ---------- |
|          |     | 80' Phổ Vĩ |

| Phần Lan | 0–2 | Đức                          |
| -------- | --- | ---------------------------- |
|          |     | 48' Wimbersky · 58' Wiegmann |

### Bảng B
| Đội       | Tr | T | H | B | BT | BB | HS | Đ |
| --------- | -- | - | - | - | -- | -- | -- | - |
| Na Uy     | 3  | 2 | 1 | 0 | 9  | 6  | +3 | 7 |
| Thụy Điển | 3  | 1 | 2 | 0 | 10 | 7  | +3 | 5 |
| Hoa Kỳ    | 3  | 1 | 1 | 1 | 5  | 4  | +1 | 4 |
| Anh       | 3  | 0 | 0 | 3 | 4  | 11 | −7 | 0 |

| Thụy Điển    | 1–1     | Hoa Kỳ        |
| ------------ | ------- | ------------- |
| Svensson 62' | Báo cáo | 31' MacMillan |

| Na Uy                                   | 3–1 | Anh       |
| --------------------------------------- | --- | --------- |
| 8' Mellgren · Tønnessen 33' · Riise 79' |     | 18' Banks |

| Thụy Điển                                    | 3–3 | Na Uy                                          |
| -------------------------------------------- | --- | ---------------------------------------------- |
| Svensson 14' · Bengtsson 35' · Ljungberg 59' |     | 3' Mellgren · 52' Anita Rapp · 75' Gulbrandsen |

| Hoa Kỳ                           | 2–0     | Anh |
| -------------------------------- | ------- | --- |
| 58' MacMillan · 75' Kelly Wilson | Báo cáo |     |

| Anh                        | 3–6 | Thụy Điển                                                     |
| -------------------------- | --- | ------------------------------------------------------------- |
| Walker 47', 53' · Barr 88' |     | 7', 41' Sjögran · 8' Flyborg · 69' Ljungberg · 79', 89' Björn |

| Na Uy                                      | 3–2     | Hoa Kỳ             |
| ------------------------------------------ | ------- | ------------------ |
| Riise 23' · Mellgren 29' · Gulbrandsen 84' | Báo cáo | 14', 59' MacMillan |

### Bảng C
| Đội        | Tr | T | H | B | BT | BB | HS  | Đ |
| ---------- | -- | - | - | - | -- | -- | --- | - |
| Canada     | 3  | 3 | 0 | 0 | 14 | 1  | +13 | 9 |
| Scotland   | 3  | 2 | 0 | 1 | 3  | 4  | −1  | 6 |
| Wales      | 3  | 1 | 0 | 2 | 1  | 5  | −4  | 3 |
| Bồ Đào Nha | 3  | 0 | 0 | 3 | 2  | 10 | −8  | 0 |

| Canada             | 3–0     | Scotland |
| ------------------ | ------- | -------- |
| Neil 19', 25', 30' | Báo cáo |          |

| Bồ Đào Nha | 0–1     | Wales     |
| ---------- | ------- | --------- |
|            | Báo cáo | 7' Martyn |

| Canada                            | 4–0     | Wales |
| --------------------------------- | ------- | ----- |
| Sinclair 24', 69' · Lang 63', 90' | Báo cáo |       |

| Bồ Đào Nha | 1–2     | Scotland          |
| ---------- | ------- | ----------------- |
| Couto 37'  | Báo cáo | 14', 90' Fleeting |

| Wales | 0–1 | Scotland     |
| ----- | --- | ------------ |
|       |     | 25' Fleeting |

| Bồ Đào Nha   | 1–7     | Canada                                                                |
| ------------ | ------- | --------------------------------------------------------------------- |
| Sequeira 63' | Báo cáo | 3' Allen · 16' Hermus · 31', 84' Sinclair · 48', 62' Lang · 60' Smith |

## Vòng phân hạng

### Tranh hạng 11
| Wales | 0–4     | Bồ Đào Nha                                    |
| ----- | ------- | --------------------------------------------- |
|       | Báo cáo | 3', 16' Sonia Silva · 20', 29' Paula Cristina |

### Tranh hạng 9
| Anh                                                        | 4–1 | Scotland |
| ---------------------------------------------------------- | --- | -------- |
| Walker x' · Exley 42' · Fara Williams x' · Karen Burke 70' |     | 25' Cook |

### Tranh hạng bảy
| Phần Lan                                         | 3–0     | Canada |
| ------------------------------------------------ | ------- | ------ |
| Kalmari 57' · Mäkinen 64' (ph.đ.) · Mustonen 88' | Báo cáo |        |

### Tranh hạng năm
| Hoa Kỳ                  | 3–2     | Đan Mạch              |
| ----------------------- | ------- | --------------------- |
| MacMillan 31', 36', 63' | Báo cáo | 49' Jensen · 77' Terp |

### Tranh hạng ba
| Thụy Điển                     | 2–1 | Đức            |
| ----------------------------- | --- | -------------- |
| Ljungberg 20' · Andersson 54' |     | 69' Garefrekes |

### Chung kết
| Trung Quốc         | 1–0 | Na Uy |
| ------------------ | --- | ----- |
| Triệu Lợi Hồng 18' |     |       |